# Critérium du Dauphiné 2023
Das Critérium du Dauphiné 2023 war die 75. Austragung des französischen Etappenrennens. Das Radrennen fand vom 4. bis 11. Juni im Rahmen von acht Etappen statt und war Teil der UCI WorldTour 2023.
Die Rundfahrt überschnitt sich mit der Tour de Suisse 2023, die ebenfalls als wichtiges Vorbereitungsrennen für die Tour de France gilt.
Den Gesamtsieg sicherte sich Jonas Vingegaard (Jumbo-Visma) mit einem Vorsprung von zwei Minuten und 32 Sekunden, was dem größten Zeitabstand seit dem Jahr 1993 entsprach. Die weiteren Podestplätze gingen an Adam Yates (UAE Team Emirates) und Ben O’Connor (AG2R Citroën), der einen Rückstand von zwei Minuten und 56 Sekunden aufwies. In der Punktewertung setzte sich Christophe Laporte (Jumbo-Visma) durch, während Giulio Ciccone (Trek-Segafredo) die Bergwertung gewann. Bester Nachwuchsfahrer wurde Carlos Rodríguez (Ineos Grenadiers), dessen Team sich in der Mannschaftswertung durchsetzte.

## Streckenführung
Insgesamt legten die Fahrer in den acht Etappen 1212,5 Kilometer zurück. Es standen vier hüglige Etappen, drei Bergetappen und ein flaches Einzelzeitfahren auf dem Programm. Die Rundfahrt begann im Département Puy-de-Dôme, wo die erste Etappe rund um den Lac Chambon ausgetragen wurde. Im Anschluss führte die Strecke über hügliges Terrain in Richtung Osten, wobei die Gemeinden La Chaise-Dieu und Le Coteau als Zielorte dienten. Die vierte Etappe wurde im Rahmen eines Einzelzeitfahrens ausgetragen, ehe die Strecke im Jura bei Salins-les-Bains ihren nördlichsten Punkt erreichte. Die letzten drei Etappen führten in die Alpen, wobei sich die Zielankünfte stets am Ende von Steigungen befanden. Die sechste Etappe endete in Crest-Voland, ehe sich das Ziel tags drauf auf dem Col de la Croix de Fer befand, der mit einer Höhe von 2067 Metern den höchsten Punkt der Rundfahrt markierte. Die abschließende achte Etappe führte von Le Pont-de-Claix über zahlreiche Anstiege nach Grenoble, wo sich das Ziel am Ende eines steilen Anstiegs beim Fort de la Bastille befand.
| Etappe         | Datum             | Strecke                                   | Typ                 | km     |
| -------------- | ----------------- | ----------------------------------------- | ------------------- | ------ |
| 1              | So, 4. Juni 2023  | Chambon-sur-Lac – Chambon-sur-Lac         | Mittelgebirgsetappe | 158    |
| 2              | Mo, 5. Juni 2023  | Brassac-les-Mines – La Chaise-Dieu        | Mittelgebirgsetappe | 167,3  |
| 3              | Di, 6. Juni 2023  | Monistrol-sur-Loire – Le Coteau           | Mittelgebirgsetappe | 194,1  |
| 4              | Mi, 7. Juni 2023  | Cours – Belmont-de-la-Loire               | Einzelzeitfahren    | 31,1   |
| 5              | Do, 8. Juni 2023  | Cormoranche-sur-Saône – Salins-les-Bains  | Mittelgebirgsetappe | 191,1  |
| 6              | Fr, 9. Juni 2023  | Nantua – Crest-Voland                     | Hochgebirgsetappe   | 170,2  |
| 7              | Sa, 10. Juni 2023 | Porte-de-Savoie – Col de la Croix de Fer  | Hochgebirgsetappe   | 147,9  |
| 8              | So, 11. Juni 2023 | Le Pont-de-Claix – Grenoble (La Bastille) | Hochgebirgsetappe   | 152,8  |
| Gesamtdistanz: | Gesamtdistanz:    | Gesamtdistanz:                            | Gesamtdistanz:      | 1212,5 |

## Reglement
Im Rahmen der 75. Auflage wurden Trikots für die Gesamtwertung (gelb), Punktewertung (grün), Bergwertung (blau mit weißen Punkten) und Nachwuchswertung (weiß) vergeben. Für die Teamwertung wurden die Zeiten der drei besten Fahrer pro Etappe zusammengezählt. Während den Etappen gab es die Möglichkeit Zeitbonifikationen zu gewinnen, um sich in der Gesamtwertung zu verbessern. Die genaue Vergabe der Punkte für die Punkte- und Bergwertung wird in der folgenden Tabelle erklärt:
|                 |                     | 1. | 2. | 3. | 4. | 5. | 6. | 7. | 8. | 9. | 10. | Platz    |
| Punktewertung   | Zielankunft         | 25 | 22 | 20 | 18 | 16 | 14 | 12 | 10 | 8  | 6   | Punkte   |
| Punktewertung   | Zwischensprint      | 10 | 6  | 4  |    |    |    |    |    |    |     | Punkte   |
| Bergwertung     | Hors Catégorie (HC) | 15 | 12 | 10 | 8  | 6  | 5  | 4  | 3  | 2  | 1   | Punkte   |
| Bergwertung     | 1. Kategorie        | 10 | 8  | 6  | 4  | 2  | 1  |    |    |    |     | Punkte   |
| Bergwertung     | 2. Kategorie        | 5  | 3  | 2  | 1  |    |    |    |    |    |     | Punkte   |
| Bergwertung     | 3. Kategorie        | 2  | 1  |    |    |    |    |    |    |    |     | Punkte   |
| Bergwertung     | 4. Kategorie        | 1  |    |    |    |    |    |    |    |    |     | Punkte   |
| Bonussekununden | Zielankunft         | 10 | 6  | 4  |    |    |    |    |    |    |     | Sekunden |
| Bonussekununden | Zwischensprint      | 3  | 2  | 1  |    |    |    |    |    |    |     | Sekunden |

## Teilnehmende Mannschaften und Fahrer
Neben den 18 UCI WorldTeams starten auch 4 UCI ProTeams bei der Rundfahrt. Für jedes Team sind sieben Fahrer startberechtigt. Von den 154 Startern erreichten 116 das Ziel der letzten Etappe.
Als Favorit auf den Gesamtsieg galt der amtierende Tour-de-France-Sieger Jonas Vingegaard (Jumbo-Visma). Weiters starteten mit Egan Bernal, Daniel Felipe Martínez, Carlos Rodríguez (alle Ineos Grenadiers), Enric Mas, Matteo Jorgenson (beide Movistar), Richard Carapaz, Esteban Chaves (beide EF Education-EasyPost), David Gaudu (Groupama-FDJ), Adam Yates (UAE Team Emirates), Mikel Landa, Jack Haig (beide Bahrain Victorious), Jai Hindley, Emanuel Buchmann (beide Bora-hansgrohe), Giulio Ciccone (Trek-Segafredo), Ben O’Connor (AG2R Citroën), Louis Meintjes (Intermarché-Circus-Wanty) und Guillaume Martin (Cofidis) weitere Rundfahrt-Spezialisten bei der 75. Austragung. Weitere interessante Fahrer waren der 20-jährige Max Poole (DSM) und Julian Alaphilippe (Soudal Quick-Step), die das Rennen ebenfalls in Angriff nahmen.
Mit Dylan Groenewegen (Jayco AlUla), Sam Bennett (Bora-hansgrohe) und Ethan Vernon (Soudal Quick-Step) starteten nur wenige Sprinter bei dem Rennen. Hinzu kamen mit Ethan Hayter (Ineos Grenadiers), Christophe Laporte (Jumbo-Visma), Matteo Trentin (UAE Team Emirates) und Andrea Bagioli (Soudal Quick-Step) weitere endschnelle Fahrer.
Im Zeitfahren galten neben den Gesamtklassement-Fahrern auch Ethan Hayter, Rémi Cavagna (Soudal Quick-Step) und Mikkel Bjerg (UAE Team Emirates) zu den Favoriten.
| UCI WorldTeams | UCI WorldTeams        | UCI WorldTeams | UCI WorldTeams           | UCI WorldTeams | UCI WorldTeams    | UCI ProTeams | UCI ProTeams           |
| -------------- | --------------------- | -------------- | ------------------------ | -------------- | ----------------- | ------------ | ---------------------- |
| ACT            | AG2R Citroën Team     | GFC            | Groupama-FDJ             | DSM            | Team DSM          | IPT          | Israel-Premier Tech    |
| ADC            | Alpecin-Deceuninck    | IGD            | Ineos Grenadiers         | JAY            | Team Jayco AlUla  | LDT          | Lotto Dstny            |
| AST            | Astana Qazaqstan Team | ICW            | Intermarché-Circus-Wanty | TFS            | Trek-Segafredo    | TEN          | TotalEnergies          |
| TBV            | Bahrain Victorious    | TJV            | Jumbo-Visma              | UAD            | UAE Team Emirates | UXT          | Uno-X Pro Cycling Team |
| BOH            | Bora-Hansgrohe        | MOV            | Movistar Team            |                |                   |              |                        |
| COF            | Cofidis               | SOQ            | Soudal Quick-Step        |                |                   |              |                        |
| EFE            | EF Education-EasyPost | ARK            | Team Arkéa-Samsic        |                |                   |              |                        |

## Rennverlauf und Ergebnisse
Die erste Etappe endete in einem Sprint aus einer rund 40 Fahrer umfassenden Gruppe. Auf den letzten Metern wurde mit Rune Herregodts (Intermarché-Circus-Wanty) der letzte Fahrer der Ausreißergruppe gestellt. Im Zielsprint setzte sich Christophe Laporte (Jumbo-Visma) vor Matteo Trentin (UAE Team Emirates) durch und schlüpfte als erster Fahrer ins Gelbe Trikot. Aufgrund der Zeitbonifikationen liegt er nun vier Sekunden von Matteo Trentin und sechs Sekunden vor Rune Herregodts, der den Zielstrich als dritter überquerte. Die Etappe wurde maßgeblich vom einsetzenden Regen beeinflusst, der zu zahlreichen Stürzen führte. Unter anderen musste auch Ethan Hayter (Ineos Grenadiers) das Rennen nach zwei Stürzen aufgeben. Enric Mas (Movistar) und Mikel Landa (Bahrain Victorious) verloren 15 bzw. 22 Sekunden auf die anderen Gesamtklassement-Fahrer. Die zweite Etappe gewann Julian Alaphilippe (Soudal Quick-Step), der sich im Sprint nach einer hügligen Etappe vor Richard Carapaz (EF Education-EasyPost) und Natnael Tesfatsion (Trek-Segafredo) durchsetzte. Christophe Laporte verteidigte mit Platz vier die Führung in der Gesamtwertung und lag nun zeitgleich mit Julian Alaphilippe auf der ersten Stelle. Dahinter folgte Richard Carapaz mit einem Rückstand von vier Sekunden, während die meisten anderen Gesamtwertungsfahrer einen Rückstand von 10 Sekunden aufwiesen. Die dritte Etappe endete ebenfalls in einem Massensprint, in dem sich der gesamtführende Christophe Laporte vor Sam Bennett (Bora-hansgrohe) und Dylan Groenewegen (Jayco AlUla) durchsetzte. Sowohl der Zweit- als auch Drittplatzierte wurden im Nachhinein zurückversetzt. Christophe Laporte sicherte sich auch beim ersten Zwischensprint die meisten Zeitbonifikationen vor Julian Alaphilippe und baute seinen Vorsprung in der Gesamtwertung auf 11 Sekunden aus.
Das Einzelzeitfahren der vierten Etappe gewann der Däne Mikkel Bjerg (UAE Team Emirates) mit einem Vorsprung von 14 Sekunden vor Jonas Vingegaard (Jumbo-Visma) und 27 Sekunden vor Rémi Cavagna (Soudal Quick-Step). Christophe Laporte erreichte das Ziel als 21. und musste mit einem Rückstand von einer Minute und 50 Sekunden das Gelbe Trikot an Mikkel Bjerg abgeben. Von den Gesamtklassement-Fahrern fuhren Ben O’Connor (AG2R Citroën) und Adam Yates (UAE Team Emirates) mit Rückständen von 41 bzw. 57 Sekunden die zweit- und drittschnellsten Zeiten. Daniel Felipe Martínez (Ineos Grenadiers), Jai Hindley (Bora-hansgrohe) und Jack Haig (Bahrain Victorious) verloren rund eine Minute auf Jonas Vingegaard, während Carlos Rodríguez, Egan Bernal (beide Ineos Grenadiers), David Gaudu (Groupama-FDJ), Richard Carapaz (EF Education-EasyPost) und Enric Mas rund zwei Minuten auf den Tour-de-France-Sieger des Jahres 2022 verloren. In der Gesamtwertung liegt Mikkel Bjerg nun 12 Sekunden vor Jonas Vingegaard und 34 Sekunden vor Fred Wright (Bahrain Victorious). Dahinter folgt Ben O’Connor mit einem Rückstand von 41 Sekunden, während Adam Yates als siebter als letzter Fahrer einen Rückstand von unter einer Minute aufweist.
Auf der fünften Etappe kam es zu den ersten Angriffen der Gesamtklassement-Fahrer. Zunächst stürzte der gesamtführende Mikkel Bjerg bei der Einfahrt in den Schlussanstieg der Côte de Thésy, ehe sich Richard Carapaz und Jonas Vingegaard vom Hauptfeld absetzten. Noch vor der Kuppe forcierte Jonas Vingegaard das Tempo erneut und absolvierte die letzten rund 15 Kilometer als Solist. Der Däne gewann die Etappe mit einem Vorsprung von 31 Sekunden vor Julian Alaphilippe und Tobias Halland Johannessen (Uno-X). Daniel Felipe Martínez, David Gaudu und Richard Carapaz erreichten das Ziel in einer weiteren abgehängten Gruppe und verloren noch mehr Zeit. Jonas Vingegaard übernahm das Gelbe Trikot und lag vor der ersten Alpenetappe eine Minute und 10 Sekunden vor Ben O’Connor und eine Minute und 23 Sekunden vor Julian Alaphilippe.
Auf der ersten Alpenetappe setzte sich Georg Zimmermann (Intermarché-Circus-Wanty) aus einer Ausreißergruppe durch. Jonas Vingegaard erreichte das Ziel gemeinsam mit den anderen Favoriten, wobei Carlos Rodríguez, Mikel Landa und David Gaudu weitere Sekunden auf den Gesamtführenden verloren. Die siebte Etappe gewann der gesamtführende Jonas Vingegaard, der im Schlussanstieg des Col de la Croix de Fer Angriff und sich mit einem Vorsprung von 41 Sekunden vor Adam Yates durchsetzte. Die weiteren Plätze gingen an Jai Hindley und Ben O’Connor, die rund eine Minute verloren. In der Gesamtwertung liegt Jonas Vingegaard nun zwei Minuten und elf Sekunden vor Adam Yates und zwei Minuten und 24 Sekunden vor Ben O’Connor. Jai Hindley liegt zwölf Sekunden hinter dem Podium auf dem vierten Rang.
In der Anfangsphase der achten und letzten Etappe bildete sich eine starke Ausreißergruppe, in der auch der gesamtsiebten Julian Alaphilippe und Giulio Ciccone (Trek-Segafredo) vertreten waren. Im Anstieg des Col de Porte setzte sich Giulio Ciccone von seinen Begleitern ab und bestritt die letzten rund 20 Kilometer als Solist, ehe er das Ziel bei der Bastille von Grenoble mit einem Vorsprung von 23 Sekunden erreichte. Im Hauptfeld wurde das Tempo ebenfalls im Anstieg des Col de Porte forciert und es bildete sich eine rund 10 Fahrer umfassende Gruppe, in der auch die ersten fünf der Gesamtwertung vertreten waren. Im kurzen, aber steilen Schlussanstieg zur Bastille erwies sich Jonas Vingegaard einmal mehr als stärkster Fahrer und erreichte das Ziel als zweiter, ehe ihm mit Abständen von rund zehn Sekunden Adam Yates und Ben O’Connor folgten. Schlussendlich gewann Jonas Vingegaard die Gesamtwertung mit einem Vorsprung von zwei Minuten und 23 Sekunden vor Adam Yates. Ben O’Connor belegte den dritten Gesamtrang mit einem Rückstand von zwei Minuten und 56 Sekunden.
Etappe 1: Chambon-sur-Lac – Chambon-sur-Lac (158 km)
Die erste Etappe startete und endete in Chambon-sur-Lac am Ufer des Lac Chambon. Die Strecke führte über Saulzet-le-Froid nach Mont-Dore, wo mit der Côte du Mont-Dore (1159 m) nach 33,8 Kilometern die erste Bergwertung der 4. Kategorie abgenommen wurde. Kurz drauf folgte die Côte de La Stèle (1250 m), die ebenfalls als Anstieg der 4. Kategorie klassifiziert war. In Picherande wurde nach 59,9 Kilometern der einzige Zwischensprint ausgefahren, ehe die Fahrer wieder zum Zielort Chambon-sur-Lac gelangten, wo ein 23,2 Kilometer langer Rundkurs auf dem Programm stand, der dreimal befahren werden musste. Auf jeder Runde wurde mit der Côte du Rocher de l'Aigle (1191 m) ein weiterer Anstieg befahren, auf dem eine Bergwertung der 4. Kategorie abgenommen wurde. Der Anstieg war einen Kilometer lang und wies eine durchschnittliche Steigung von 7 % auf, wurde jedoch auf einem Plateau überquert, das auf einen längeren flacheren Anstieg folgte. Die letzten zehn Kilometer führten bergab zum Ziel.
| Platz | Fahrer             | Nation | Team                     | Zeit                   |
| ----- | ------------------ | ------ | ------------------------ | ---------------------- |
| 01.   | Christophe Laporte | FRA    | Jumbo-Visma              | 3:43:30 h (42,41 km/h) |
| 02.   | Matteo Trentin     | ITA    | UAE Team Emirates        | "                      |
| 03.   | Rune Herregodts    | BEL    | Intermarché-Circus-Wanty | "                      |
| 04.   | Alex Zingle        | FRA    | Cofidis                  | "                      |
| 05.   | Maxim Van Gils     | BEL    | Lotto Dstny              | "                      |
| 06.   | Danny Van Poppel   | NED    | Bora-hansgrohe           | "                      |
| 07.   | Andrea Bagioli     | ITA    | Soudal Quick-Step        | "                      |
| 08.   | Fred Wright        | GBR    | Bahrain Victorious       | "                      |
| 09.   | Robert Stannard    | AUS    | Alpecin-Deceuninck       | "                      |
| 10.   | Marco Brenner      | GER    | Team DSM                 | "                      |

| Platz | Fahrer             | Nation | Team                     | Zeit       |
| ----- | ------------------ | ------ | ------------------------ | ---------- |
| 01.   | Christophe Laporte | FRA    | Jumbo-Visma              | 3:43:20 h  |
| 02.   | Matteo Trentin     | ITA    | UAE Team Emirates        | + 0:04 min |
| 03.   | Rune Herregodts    | BEL    | Intermarché-Circus-Wanty | + 0:06 min |
| 04.   | Alex Zingle        | FRA    | Cofidis                  | + 0:10 min |
| 05.   | Maxim Van Gils     | BEL    | Lotto Dstny              | "          |
| 06.   | Danny Van Poppel   | NED    | Bora-hansgrohe           | "          |
| 07.   | Andrea Bagioli     | ITA    | Soudal Quick-Step        | "          |
| 08.   | Fred Wright        | GBR    | Bahrain Victorious       | "          |
| 09.   | Robert Stannard    | AUS    | Alpecin-Deceuninck       | "          |
| 10.   | Marco Brenner      | GER    | Team DSM                 | "          |

Etappe 2: Brassac-les-Mines – La Chaise-Dieu (167,3 km)
Die zweite Etappe führte die Fahrer von Brassac-les-Mines über hügliges Terrain nach La Chaise-Dieu. Unmittelbar nach dem Start ging es in den Regionalen Naturpark Livradois-Forez, wo bei den Kilometern 46,7 und 53,8 mit dem Col de Toutée (996 m) und Col des Fourches (965 m) die ersten Bergwertungen der 3. Kategorie abgenommen wurden. Im Anschluss ging es in Richtung Süden nach La Chaise-Dieu, wo bei Kilometer 97,1 der Zwischensprint bei der ersten Zieldurchfahrt ausgefahren wurde. Nun folgte ein 35,1 Kilometer langer Rundkurs, der zweimal absolviert werden musste. Mit der Côte des Guêtes (992 m) wurde auf jeder Runde ein 1000 Meter langer Anstieg befahren, der eine durchschnittliche Steigung von 8 % aufwies und als Bergwertung der 4. Kategorie klassifiziert war. Die Kuppe wurde das letzte Mal 10,3 Kilometer vor dem Ziel überquert, ehe die Straße leicht ansteigend zum Ziel führte.
| Platz | Fahrer              | Nation | Team                  | Zeit                   |
| ----- | ------------------- | ------ | --------------------- | ---------------------- |
| 01.   | Julian Alaphilippe  | FRA    | Soudal Quick-Step     | 3:54:53 h (42,73 km/h) |
| 02.   | Richard Carapaz     | ECU    | EF Education-EasyPost | "                      |
| 03.   | Natnael Tesfatsion  | ERI    | Trek-Segafredo        | "                      |
| 04.   | Christophe Laporte  | FRA    | Jumbo-Visma           | "                      |
| 05.   | Maxim Van Gils      | BEL    | Lotto Dstny           | "                      |
| 06.   | Robert Stannard     | AUS    | Alpecin-Deceuninck    | "                      |
| 07.   | Fred Wright         | GBR    | Bahrain Victorious    | "                      |
| 08.   | Oscar Onley         | GBR    | Team DSM              | "                      |
| 09.   | Marco Brenner       | GER    | Team DSM              | "                      |
| 10.   | Clément Champoussin | FRA    | Team Arkéa-Samsic     | "                      |

| Platz | Fahrer               | Nation | Team                     | Zeit       |
| ----- | -------------------- | ------ | ------------------------ | ---------- |
| 01.   | Christophe Laporte   | FRA    | Jumbo-Visma              | 7:38:13 h  |
| 02.   | Julian Alaphilippe   | FRA    | Soudal Quick-Step        | "          |
| 03.   | Richard Carapaz      | ECU    | EF Education-EasyPost    | + 0:04 min |
| 04.   | Rune Herregodts      | BEL    | Intermarché-Circus-Wanty | + 0:06 min |
| 05.   | Maxim Van Gils       | BEL    | Lotto Dstny              | + 0:10 min |
| 06.   | Robert Stannard      | AUS    | Alpecin-Deceuninck       | "          |
| 07.   | Fred Wright          | GBR    | Bahrain Victorious       | "          |
| 08.   | Marco Brenner        | GER    | Team DSM                 | "          |
| 09.   | Clément Champoussin  | FRA    | Team Arkéa-Samsic        | "          |
| 10.   | Edvald Boasson Hagen | NOR    | TotalEnergies            | "          |

Etappe 3: Monistrol-sur-Loire – Le Coteau (194,1 km)
Die dritte Etappe startete in Monistrol-sur-Loire und endete im nördlichen Le Coteau. Auf den ersten Kilometern führte die Strecke nach Westen, wo beim Kilometer 40,9 die Côte de Bellevue-la-Montagne (924 m) passiert wurde. Diese war als Bergwertung der 2. Kategorie klassifiziert. Nun drehte die Fahrtrichtung gen Norden, und die Fahrer gelangten über Saint-Bonnet-le-Château nach Montbrison, das zur Hälfte der Etappe durchfahren wurde. Der Zwischensprint folgte 54,6 Kilometer vor dem Ziel in Sainte-Foy-Saint-Sulpice, ehe mit der Côte de Pinay (588 m) rund 30 Kilometer vor dem Ziel eine weitere Steigung erreicht wurde. Auf der Kuppe wird 18,5 Kilometer vor dem Ziel eine Bergwertung der 4. Kategorie abgenommen, da der 7,5 Kilometer lange Anstieg eine Durchschnittssteigung von nur 3 % aufwies. Nach einer kürzeren Abfahrt und einem anschließenden Flachstück wurde schließlich das Ziel in Le Coteau erreicht.
| Platz | Fahrer             | Nation | Team                     | Zeit                   |
| ----- | ------------------ | ------ | ------------------------ | ---------------------- |
| 01.   | Christophe Laporte | FRA    | Jumbo-Visma              | 4:43:28 h (41,08 km/h) |
| 02.   | Matteo Trentin     | ITA    | UAE Team Emirates        | "                      |
| 03.   | Milan Menten       | BEL    | Lotto Dstny              | "                      |
| 04.   | Hugo Hofstetter    | FRA    | Team Arkéa-Samsic        | "                      |
| 05.   | Matevž Govekar     | SLO    | Bahrain Victorious       | "                      |
| 06.   | Tobias Bayer       | AUT    | Alpecin-Deceuninck       | "                      |
| 07.   | Alex Zingle        | FRA    | Cofidis                  | "                      |
| 08.   | Madis Mihkels      | EST    | Intermarché-Circus-Wanty | "                      |
| 09.   | Martin Urianstad   | NOR    | Uno-X Pro Cycling Team   | "                      |
| 10.   | Danny van Poppel   | NED    | Bora-hansgrohe           | "                      |

| Platz | Fahrer                     | Nation | Team                     | Zeit       |
| ----- | -------------------------- | ------ | ------------------------ | ---------- |
| 01.   | Christophe Laporte         | FRA    | Jumbo-Visma              | 12:21:28 h |
| 02.   | Julian Alaphilippe         | FRA    | Soudal Quick-Step        | + 0:11 min |
| 03.   | Richard Carapaz            | ECU    | EF Education-EasyPost    | + 0:17 min |
| 04.   | Rune Herregodts            | BEL    | Intermarché-Circus-Wanty | + 0:19 min |
| 05.   | Maxim Van Gils             | BEL    | Lotto Dstny              | + 0:23 min |
| 06.   | Fred Wright                | GBR    | Bahrain Victorious       | "          |
| 07.   | Marco Brenner              | GER    | Team DSM                 | "          |
| 08.   | Edvald Boasson Hagen       | NOR    | TotalEnergies            | "          |
| 09.   | Tobias Halland Johannessen | NOR    | Uno-X Pro Cycling Team   | "          |
| 10.   | Alex Zingle                | FRA    | Cofidis                  | "          |

Etappe 4: Cours – Belmont-de-la-Loire (31,1 km)
Die vierte Etappe fand im Rahmen eines Einzelzeitfahrens statt und führte auf großteils flachen Straßen von Cours nach Belmont-de-la-Loire. Die ersten drei Kilometer stiegen leicht an, ehe eine lange, flache Abfahrt folgte. In Mars wird nach 10,7 Kilometern die erste Zwischenzeit genommen. Die zweite Zwischenzeit folgte beim Kilometer 19,7 in Saint-Denis-de-Cabanne, ehe die Straße leicht zum Zielort Belmont-de-la-Loire anstieg.
| Platz | Fahrer               | Nation | Team                     | Zeit                  |
| ----- | -------------------- | ------ | ------------------------ | --------------------- |
| 01.   | Mikkel Bjerg         | DEN    | UAE Team Emirates        | 0:37:28 h (49,8 km/h) |
| 02.   | Jonas Vingegaard     | DEN    | Jumbo-Visma              | + 0:12 min            |
| 03.   | Rémi Cavagna         | FRA    | Soudal Quick-Step        | + 0:27 min            |
| 04.   | Fred Wright          | GBR    | Bahrain Victorious       | + 0:34 min            |
| 05.   | Ben O’Connor         | AUS    | AG2R Citroën Team        | + 0:41 min            |
| 06.   | Felix Großschartner  | AUT    | UAE Team Emirates        | + 0:44 min            |
| 07.   | Rune Herregodts      | BEL    | Intermarché-Circus-Wanty | + 0:54 min            |
| 08.   | Adam Yates           | GBR    | UAE Team Emirates        | + 0:57 min            |
| 09.   | Nelson Oliveira      | POR    | Movistar Team            | + 1:02 min            |
| 10.   | Jonathan Castroviejo | ESP    | Ineos Grenadiers         | + 1:05 min            |

| Platz | Fahrer                 | Nation | Team                     | Zeit       |
| ----- | ---------------------- | ------ | ------------------------ | ---------- |
| 01.   | Mikkel Bjerg           | DEN    | UAE Team Emirates        | 12:59:19 h |
| 02.   | Jonas Vingegaard       | DEN    | Jumbo-Visma              | + 0:12 min |
| 03.   | Fred Wright            | GBR    | Bahrain Victorious       | + 0:34 min |
| 04.   | Ben O’Connor           | AUS    | AG2R Citroën Team        | + 0:41 min |
| 05.   | Felix Großschartner    | AUT    | UAE Team Emirates        | + 0:44 min |
| 06.   | Rune Herregodts        | BEL    | Intermarché-Circus-Wanty | + 0:50 min |
| 07.   | Adam Yates             | GBR    | UAE Team Emirates        | + 0:57 min |
| 08.   | Julian Alaphilippe     | FRA    | Soudal Quick-Step        | + 1:00 min |
| 09.   | Daniel Felipe Martínez | COL    | Ineos Grenadiers         | + 1:07 min |
| 10.   | Jai Hindley            | AUS    | Bora-hansgrohe           | + 1:08 min |

Etappe 5: Cormoranche-sur-Saône – Salins-les-Bains (191,1 km)
Die fünfte Etappe startete südlich von Mâcon in Cormoranche-sur-Saône und führte über die Ausläufer des Jura nach Salins-les-Bains. Die ersten 90 Kilometer verliefen auf flachen Straßen und führten über Pont-de-Vaux, Louhans und Bletterans nach Voiteur, wo mit der Côte de Château-Chalon (460 m) die erste Bergwertung der 3. Kategorie nach 97,7 Kilometern erreicht wurde. Vorbei an Champagnole ging es nun auf einem Plateau zum Zielort Salins-les-Bains, wo nach 142,4 Kilometern der Zwischensprint ausgefahren wurde. Nun folgte der Anstieg der Côte d’Ivory (596 m), der 36,7 Kilometer vor dem Ziel passiert wurde und ebenfalls als Steigung der 3. Kategorie klassifiziert war. Die Fahrer absolvierten im Anschluss eine kurze Schleife und gelangten erneut auf die Abfahrt nach Salins-les-Bains, wobei sie diesmal kurz vor der Ortschaft rechts abbogen und die Côte de Thésy (685 m) in Angriff nahmen. Diese war mit einer Länge von 3,6 Kilometern und einer durchschnittlichen Steigung von 8,8 % deutlich anspruchsvoller und wurde als Bergwertung der 2. Kategorie klassifiziert. Nachdem die Kuppe 14,4 Kilometer vor dem Ziel überquert worden war, folgte eine Abfahrt ins Ziel, die im oberen Teil eine kurze Gegensteigung beinhaltete.
| Platz | Fahrer                     | Nation | Team                   | Zeit                   |
| ----- | -------------------------- | ------ | ---------------------- | ---------------------- |
| 01.   | Jonas Vingegaard           | DEN    | Jumbo-Visma            | 4:03:42 h (47,04 km/h) |
| 02.   | Julian Alaphilippe         | FRA    | Soudal Quick-Step      | + 0:31 min             |
| 03.   | Tobias Halland Johannessen | NOR    | Uno-X Pro Cycling Team | "                      |
| 04.   | Clément Champoussin        | FRA    | Team Arkéa-Samsic      | "                      |
| 05.   | Max Poole                  | GBR    | Team DSM               | "                      |
| 06.   | Jai Hindley                | AUS    | Bora-hansgrohe         | "                      |
| 07.   | Enric Mas                  | ESP    | Movistar Team          | "                      |
| 08.   | Adam Yates                 | GBR    | UAE Team Emirates      | "                      |
| 09.   | Lenny Martinez             | FRA    | Groupama-FDJ           | "                      |
| 10.   | Esteban Chaves             | COL    | EF Education-EasyPost  | "                      |

| Platz | Fahrer                 | Nation | Team               | Zeit       |
| ----- | ---------------------- | ------ | ------------------ | ---------- |
| 01.   | Jonas Vingegaard       | DEN    | Jumbo-Visma        | 17:03:03 h |
| 02.   | Ben O’Connor           | AUS    | AG2R Citroën Team  | + 1:10 min |
| 03.   | Julian Alaphilippe     | FRA    | Soudal Quick-Step  | + 1:23 min |
| 04.   | Adam Yates             | GBR    | UAE Team Emirates  | + 1:26 min |
| 05.   | Felix Großschartner    | AUT    | UAE Team Emirates  | + 1:27 min |
| 06.   | Jai Hindley            | AUS    | Bora-hansgrohe     | + 1:37 min |
| 07.   | Jack Haig              | AUS    | Bahrain Victorious | + 1:44 min |
| 08.   | Daniel Felipe Martínez | COL    | Ineos Grenadiers   | + 2:07 min |
| 09.   | Mikkel Bjerg           | DEN    | UAE Team Emirates  | + 2:21 min |
| 10.   | Guillaume Martin       | FRA    | Cofidis            | + 2:54 min |

Etappe 6: Nantua – Crest-Voland (170,2 km)
Die sechste Etappe startete in Nantua und endete mit der ersten kleinen Bergankunft in Crest-Voland. Nach dem Start folgte die Strecke der Semine und der Rhone stromabwärts bis Seyssel, wo kurz darauf mit der Côte de Clermont-en-Genevois (639 m), die erste kategorisierte Steigung begann. Diese war 7,5 Kilometer lang, und nach 52,8 Kilometern wurde eine Bergwertung der 2. Kategorie abgenommen. Im Anschluss führte die Strecke über Cruseilles in Richtung Osten in die Alpen, wo bei Bonneville die Auffahrt auf den Col des Aravis (1486 m) erfolgte. In Saint-Jean-de-Sixt wurde 29 Kilometer vor dem Ziel ein Zwischensprint ausgefahren, ehe die Straße stärker zu steigen begann und für 7,8 Kilometer im Schnitt mit 5,7 % auf die Passhöhe des Col des Aravis führte. Auf der Kuppe wurde eine Bergwertung der 2. Kategorie abgenommen, bevor eine längere Abfahrt nach Flumet folgte. In Flumet begann der Schlussanstieg, der sich in zwei Bergwertungen unterteilte. Zunächst erreichten die Fahrer die Côte de Notre-Dame-de-Bellecombe (1119 m), die 3,5 Kilometer vor dem Ziel erreicht wurde. Dieser Anstieg der 3. Kategorie war 3,2 Kilometer lang und wies eine Durchschnittssteigung von 6,1 % auf. Nach einer kurzen Abfahrt führten die letzten 2,3 Kilometer mit 6,6 % im Schnitt zum Ziel, wo eine weitere Bergwertung der 3. Kategorie abgenommen wurde.
| Platz | Fahrer               | Nation | Team                     | Zeit                   |
| ----- | -------------------- | ------ | ------------------------ | ---------------------- |
| 01.   | Georg Zimmermann     | GER    | Intermarché-Circus-Wanty | 4:02:50 h (42,05 km/h) |
| 02.   | Mathieu Burgaudeau   | FRA    | TotalEnergies            | + 0:01 min             |
| 03.   | Jonathan Castroviejo | ESP    | Ineos Grenadiers         | + 0:08 min             |
| 04.   | Giulio Ciccone       | ITA    | Trek-Segafredo           | + 0:48 min             |
| 05.   | Ben O’Connor         | AUS    | AG2R Citroën Team        | "                      |
| 06.   | Adam Yates           | GBR    | UAE Team Emirates        | "                      |
| 07.   | Jack Haig            | AUS    | Bahrain Victorious       | "                      |
| 08.   | Jai Hindley          | AUS    | Bora-hansgrohe           | "                      |
| 09.   | Julian Alaphilippe   | FRA    | Soudal Quick-Step        | "                      |
| 10.   | Enric Mas            | ESP    | Movistar Team            | "                      |

| Platz | Fahrer                     | Nation | Team                   | Zeit       |
| ----- | -------------------------- | ------ | ---------------------- | ---------- |
| 01.   | Jonas Vingegaard           | DEN    | Jumbo-Visma            | 21:06:41 h |
| 02.   | Ben O’Connor               | AUS    | AG2R Citroën Team      | + 1:10 min |
| 03.   | Julian Alaphilippe         | FRA    | Soudal Quick-Step      | + 1:23 min |
| 04.   | Adam Yates                 | GBR    | UAE Team Emirates      | + 1:26 min |
| 05.   | Jai Hindley                | AUS    | Bora-hansgrohe         | + 1:37 min |
| 06.   | Jack Haig                  | AUS    | Bahrain Victorious     | + 1:44 min |
| 07.   | Daniel Felipe Martínez     | COL    | Ineos Grenadiers       | + 2:07 min |
| 08.   | Guillaume Martin           | FRA    | Cofidis                | + 2:54 min |
| 09.   | Mikkel Bjerg               | DEN    | UAE Team Emirates      | + 2:55 min |
| 10.   | Tobias Halland Johannessen | NOR    | Uno-X Pro Cycling Team | + 2:57 min |

Etappe 7: Porte-de-Savoie – Col de la Croix de Fer (147,9 km)
Die siebte Etappe startete in Porte-de-Savoie und ging mit dem Col de la Croix de Fer auf dem höchsten Punkt der 75. Austragung zu Ende. Nach 28,7 Kilometern wurde in Grignon kurz vor Albertville ein Zwischensprint ausgefahren. Im Anschluss führte die Strecke in die Tarentaise, wo nach rund 50 flachen Kilometern die Auffahrt des Col de la Madeleine (1993 m) begann. Der Pass war 25,1 Kilometer lang und wies eine durchschnittliche Steigung von 6,2 % auf. Die Kuppe wurde nach 75,5 Kilometern überquert, wobei eine Bergwertung der hors catégorie (HC) abgenommen wurde. Die anschließende Abfahrt führte nach La Chambre, ehe es für rund 10 Kilometer leicht ansteigend nach Saint-Jean-de-Maurienne ging. Kurz darauf folgte mit dem Col du Mollard (1638 m) ein weiterer Anstieg der hors catégorie (HC). Die kurvenreiche D80 wies auf einer Länge von 18,5 Kilometer eine durchschnittliche Steigung von 5,8 % auf, wobei in der ersten Hälfte deutlich höhere Steigungsprozente erreicht wurden. Die Kuppe des Col du Mollard wurde 26,4 Kilometer vor dem Ziel passiert, und es folgte eine kurze Abfahrt, die die Fahrer nach Saint-Jean-d’Arves führte. Die letzten 13,1 Kilometer führten mit 6,2 % im Schnitt auf die Passhöhe des Col de la Croix de Fer, wo sich das Ziel auf einer Höhe von 2067 Metern befand. Im Ziel wurde eine Bergwertung der 1. Kategorie abgenommen.
| Platz | Fahrer                 | Nation | Team                     | Zeit                   |
| ----- | ---------------------- | ------ | ------------------------ | ---------------------- |
| 01.   | Jonas Vingegaard       | DEN    | Jumbo-Visma              | 4:15:47 h (34,69 km/h) |
| 02.   | Adam Yates             | GBR    | UAE Team Emirates        | + 0:41 min             |
| 03.   | Jai Hindley            | AUS    | Bora-hansgrohe           | + 0:53 min             |
| 04.   | Ben O’Connor           | AUS    | AG2R Citroën Team        | + 1:04 min             |
| 05.   | Max Poole              | GBR    | Team DSM                 | + 1:10 min             |
| 06.   | Jack Haig              | AUS    | Bahrain Victorious       | "                      |
| 07.   | Guillaume Martin       | FRA    | Cofidis                  | "                      |
| 08.   | Torstein Træen         | NOR    | Uno-X Pro Cycling Team   | "                      |
| 09.   | Daniel Felipe Martínez | COL    | Ineos Grenadiers         | "                      |
| 10.   | Louis Meintjes         | RSA    | Intermarché-Circus-Wanty | "                      |

| Platz | Fahrer                 | Nation | Team                     | Zeit       |
| ----- | ---------------------- | ------ | ------------------------ | ---------- |
| 01.   | Jonas Vingegaard       | DEN    | Jumbo-Visma              | 25:22:18 h |
| 02.   | Adam Yates             | GBR    | UAE Team Emirates        | + 2:11 min |
| 03.   | Ben O’Connor           | AUS    | AG2R Citroën Team        | + 2:24 min |
| 04.   | Jai Hindley            | AUS    | Bora-hansgrohe           | + 2:36 min |
| 05.   | Jack Haig              | AUS    | Bahrain Victorious       | + 3:04 min |
| 06.   | Daniel Felipe Martínez | COL    | Ineos Grenadiers         | + 3:27 min |
| 07.   | Julian Alaphilippe     | FRA    | Soudal Quick-Step        | + 3:48 min |
| 08.   | Guillaume Martin       | FRA    | Cofidis                  | + 4:14 min |
| 09.   | Louis Meintjes         | RSA    | Intermarché-Circus-Wanty | + 4:19 min |
| 10.   | Torstein Træen         | NOR    | Uno-X Pro Cycling Team   | + 4:21 min |

Etappe 8: Pont-de-Claix – Grenoble (Fort de La Bastille) (152,8 km)
Die achte und letzte Etappe startete Le Pont-de-Claix und führte über mehrere Anstieg nach Grenoble, wo sie beim Fort de la Bastille zu Ende ging. Kurz nach dem Start wurde Vizille erreicht, wo die Straße zu steigen begann und über Saint-Martin-d’Uriage zur Côte de Pinet (806 m) führte, auf der nach 15,1 Kilometern eine Bergwertung der 2. Kategorie abgenommen wurde. Auf einem Plateau ging es nun nach Saint-Mury-Monteymond, ehe mit dem Col des Mouillés (1020 m) eine weitere Bergwertung der 2. Kategorie folgte. Nachdem die Kuppe bei Kilometer 42,9 überquert worden war, folgten zwei kurze Gegensteigungen, bevor eine längere Abfahrt nach Goncelin führte. Im Anschluss begann die Straße erneut zu steigen und führte über Allevard nach Pontcharra, wo bei Kilometer 88,1 ein Zwischensprint ausgefahren wurde. Mit dem Col du Granier (1134 m) folgte der größte Anstieg der Etappe, der auf einer Länge von 9,6 Kilometern eine Durchschnittssteigung von 8,6 % aufwies und als Bergwertung der hors catégorie (HC) galt. Die Fahrer befanden sich nun in der Chartreuse, die sie in Richtung Süden durchfuhren. Mit dem Col du Chucheron (1143 m) und dem Col de Porte (1326 m) folgten zwei weitere Anstiege, die rund sieben Kilometer lang waren und durchschnittliche Steigungsprozente von über 6 % aufwiesen. Die Anstiege der 2. und 1. Kategorie wurden 29,7 und 17,1 Kilometer vor dem Ziel überquert, ehe eine lange Abfahrt nach Grenoble folgte. Kurz bevor die Fahrer das Ufer der Isère erreichten, bogen sie rechts ab und nehmen die Auffahrt zur Bastille in Angriff. Dieser 1,8 Kilometer lange Anstieg wies eine Durchschnittssteigung von 14,8 % auf, ehe das Ziel auf einer Höhe von 498 Metern erreicht wurde. Im Ziel wurde eine weitere Bergwertung der 1. Kategorie abgenommen.
| Platz | Fahrer           | Nation | Team                     | Zeit                   |
| ----- | ---------------- | ------ | ------------------------ | ---------------------- |
| 01.   | Giulio Ciccone   | ITA    | Trek-Segafredo           | 4:06:04 h (37,52 km/h) |
| 02.   | Jonas Vingegaard | DEN    | Jumbo-Visma              | + 0:23 min             |
| 03.   | Adam Yates       | GBR    | UAE Team Emirates        | + 0:33 min             |
| 04.   | Ben O’Connor     | AUS    | AG2R Citroën Team        | + 0:49 min             |
| 05.   | Guillaume Martin | FRA    | Cofidis                  | + 0:54 min             |
| 06.   | Jai Hindley      | AUS    | Bora-hansgrohe           | + 0:57 min             |
| 07.   | Rafał Majka      | POL    | UAE Team Emirates        | + 1:00 min             |
| 08.   | Jack Haig        | AUS    | Bahrain Victorious       | "                      |
| 09.   | Louis Meintjes   | RSA    | Intermarché-Circus-Wanty | "                      |
| 10.   | Carlos Rodríguez | ESP    | Ineos Grenadiers         | + 1:03 min             |

| Platz | Fahrer             | Nation | Team                     | Zeit       |
| ----- | ------------------ | ------ | ------------------------ | ---------- |
| 01.   | Jonas Vingegaard   | DEN    | Jumbo-Visma              | 29:28:39 h |
| 02.   | Adam Yates         | GBR    | UAE Team Emirates        | + 2:23 min |
| 03.   | Ben O’Connor       | AUS    | AG2R Citroën Team        | + 2:56 min |
| 04.   | Jai Hindley        | AUS    | Bora-hansgrohe           | + 3:16 min |
| 05.   | Jack Haig          | AUS    | Bahrain Victorious       | + 3:47 min |
| 06.   | Guillaume Martin   | FRA    | Cofidis                  | + 4:51 min |
| 07.   | Louis Meintjes     | RSA    | Intermarché-Circus-Wanty | + 5:02 min |
| 08.   | Torstein Træen     | NOR    | Uno-X Pro Cycling Team   | + 5:15 min |
| 09.   | Carlos Rodríguez   | ESP    | Ineos Grenadiers         | + 5:19 min |
| 10.   | Julian Alaphilippe | FRA    | Soudal Quick-Step        | + 5:37 min |

## Wertungen im Verlauf
| Etappe         | Etappensieger      | Gesamtwertung      | Sprintwertung      | Bergwertung        | Nachwuchswertung | Teamwertung       | aktivster Fahrer   |
| -------------- | ------------------ | ------------------ | ------------------ | ------------------ | ---------------- | ----------------- | ------------------ |
| 1              | Christophe Laporte | Christophe Laporte | Christophe Laporte | Donavan Grondin    | Rune Herregodts  | UAE Team Emirates | Dorian Godon       |
| 2              | Julian Alaphilippe | Christophe Laporte | Christophe Laporte | Donavan Grondin    | Rune Herregodts  | UAE Team Emirates | Victor Campenaerts |
| 3              | Christophe Laporte | Christophe Laporte | Christophe Laporte | Donavan Grondin    | Rune Herregodts  | UAE Team Emirates | Mathieu Burgaudeau |
| 4              | Mikkel Bjerg       | Mikkel Bjerg       | Christophe Laporte | Donavan Grondin    | Mikkel Bjerg     | UAE Team Emirates | nicht vergeben     |
| 5              | Jonas Vingegaard   | Jonas Vingegaard   | Christophe Laporte | Donavan Grondin    | Mikkel Bjerg     | UAE Team Emirates | Richard Carapaz    |
| 6              | Georg Zimmermann   | Jonas Vingegaard   | Christophe Laporte | Mathieu Burgaudeau | Mikkel Bjerg     | UAE Team Emirates | Mathieu Burgaudeau |
| 7              | Jonas Vingegaard   | Jonas Vingegaard   | Christophe Laporte | Victor Campenaerts | Max Poole        | Ineos Grenadiers  | Victor Campenaerts |
| 8              | Giulio Ciccone     | Jonas Vingegaard   | Christophe Laporte | Giulio Ciccone     | Carlos Rodríguez | Ineos Grenadiers  | Giulio Ciccone     |
| Wertungssieger | Wertungssieger     | Jonas Vingegaard   | Christophe Laporte | Giulio Ciccone     | Carlos Rodríguez | Ineos Grenadiers  | nicht vergeben     |